# 東非直角長角羚
東非直角長角羚（學名：Oryx beisa），又名東非劍羚、直角劍羚或東非長角羚，是一種大羚羊。其下有兩個亞種：分佈在非洲之角及塔納河北部沙地及半沙漠的指名亞種（O. b. beisa），並分佈在塔納河南部的肯雅及坦桑尼亞的長耳直角長角羚（O. b. callotis）。一些學者認為牠們是南非劍羚的亞種，不過牠們的基因卻有明顯不同之處。

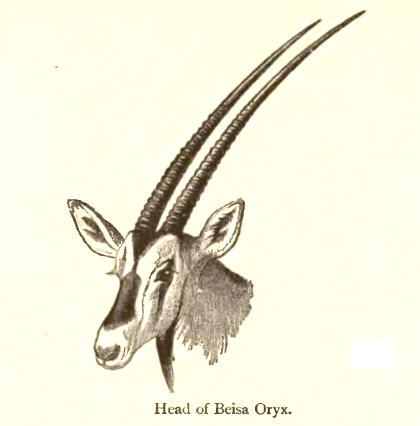
指名亞種的頭部。

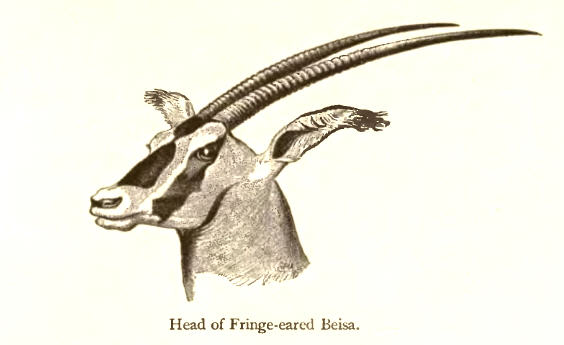
長耳直角長角羚的頭部。

東非直角長角羚肩高1米，重約175公斤。牠們的毛皮呈灰色，腹部白色，白色與灰色間有一道黑色斑紋分界，頭部與頸部之間、沿鼻子、由眼睛至口及在前額也有黑色斑紋。牠們有一束細小的栗色鬃毛。角幼而直，雄羚及雌羚都有，一般長75-80厘米。
東非直角長角羚棲息在半沙漠及沙地，主要吃草、葉子及芽。牠們可以儲存水份來提升體溫。群落約有5-40個成員，一般雌羚在前頭，較大的雄羚在後頭保護。一些年老的雄羚是獨居的。無線電追蹤發現獨居的雄羚有時會與發情期的雌羚一起生活一段短時間，從而增加繁殖的機會。